# 松本きょうじ
松本 きょうじ（まつもと きょうじ、1954年9月9日 - 2006年6月29日）は、日本の俳優、演出家、劇作家。神奈川県出身。本名は松本匡史。

## 略歴
1980年に劇団ランプティー・ハンプティー（後に改名して「ランプティ・パンプティ」)を結成し、俳優に加え、脚本、演出も手がけた。解散後は舞台俳優としてTPT、加藤健一事務所、井上ひさしの作品などで活躍した。
2006年6月29日、胃癌のため神奈川県小田原市の病院で死去。51歳。

## 出演作品

### 舞台（ランプティ・パンプティ）
特に記載のないものは全て作・演出・出演を兼ねる。
- 東京ワルツ（1982年、新宿シアターモリエール）
- ザ・モンスターズ・ショウ（1982年、新宿シアターモリエール）
- Ah！レノン（1982年、新宿シアターモリエール）
- アゲイン（1983年、新宿シアターモリエール）
- 出発（1983年、作：つかこうへい　新宿シアターモリエール）
- Ah!レノン-もうひとつのビートルズ-（1984年、シアターグリーン）
- ビリー・ザ・キッド（1984年、アトリエ・フォンテーヌ）
- WELCOME（1984年、シアターグリーン）
- ZZZ...（1985年、シアターグリーン）
- ギリガン君SOS!（1985年、シアターグリーン）
- モンキーパズルの木の下で… UNDER THE "MONKY PUZZLE"（1986年、ザ・スズナリ）
- 黄金狂時代-狂い咲きビリー・ザ・キッド-（1986年、THEATER/TOPS）
- WELCOME-月夜の晩はセレナーデ-（1986年、演出：平井洋二、シアターグリーン）
- 今朝のデイリープラネット（1987年、ザ・スズナリ）
- エントロピー（1987年、THEATER/TOPS）
- ライ麦畑のジョン・レノン（1987年、THEATER/TOPS）
- GRANDE-君によこたふ天の河-（1988年、青山円形劇場）
- 今朝のデイリープラネット（1988年、ザ・スズナリ）
- CHANNEL9　魔法の国の地図（1989年、THEATER/TOPS）
- 東京箪笥事情（1989年、下北沢駅前劇場、相鉄本多劇場）※オムニバス公演
  - 東京ナガレ者（作：佃典彦）
  - B級ホラー・おつけもの（作：松本きょうじ）
  - DO YOU BELIEVE IN MAGIC?（作：岡田惠和）
  - ガイジン（作：松本きょうじ）
  - 妻四態（原作：筒井康隆）
- エントロピー2（1989年、シアターサンモール）
- シャッフル-千年王国奇想天外譚-（1989年、ザ・スズナリ、名演小劇場）
- 現場主義！-てつがくのプレシオザウルス-（1990年、本多劇場、大田区民プラザ）

### 舞台（その他）
- ブラック・コメディ（1990、1994年、加藤健一事務所　作：ピーター・シェーファー　演出：綾田俊樹）
- ラブ・ゲーム（1991年、加藤健一事務所　作：ジョルジュ・フェドー　演出：星充）
- 牡丹燈籠（1992年、加藤健一事務所　脚本：大西信行　演出：篠崎光正）
- 三人姉妹（1993年、加藤健一事務所　作：アントン・チェーホフ　演出：加藤健一）
- あわれ彼女は娼婦（1993年、TPT　作：ジョン・フォード　演出：デヴィッド・ルヴォー）
- It's SHOW TIME !（1994年、加藤健一事務所　作：ジョン・マーレイ、アレン・ボレッツ　演出：綾田俊樹）
- 松ヶ浦ゴドー戒（1995年、加藤健一事務所　作：つかこうへい　演出：松本きょうじ）
- レグと過ごした甘い夜（1996年、加藤健一事務所　作：ケビン・エリオット　演出：星充）
- 青空のある限り SWING JAZZ STORY（1996年、関西テレビ放送/アトリエ・ダンカン　脚本：坂手洋二　演出：栗山民也）
- マクベス（1996年、TPT　作：ウィリアム・シェイクスピア　演出：デヴィッド・ルヴォー）レノックス役
- 黙阿彌オペラ（1997年、こまつ座　作：井上ひさし　演出：栗山民也）
- 紙屋町さくらホテル（1997、2001年　新国立劇場　作：井上ひさし　演出：渡辺浩子）
- トーチソング・トリロジー（1998年、加藤健一事務所　作：ハーヴェイ・ファイアスタイン　演出：久世龍之介）
- 春のめざめ（1998年、TPT　作：フランク・ヴェデキント　演出：串田和美）
- 愛の勝利（1999年、TPT　作：ピエール・ド・マリヴォー　演出：デヴィッド・ルヴォー）
- ザ・フォーリナー（1999年、加藤健一事務所　作：ラリー・シュー　演出：久世龍之介）
- ガラスの動物園（2001年、TPT　作：テネシー・ウィリアムズ　演出：ロバート・アラン・アッカーマン）トム・ウィングフィールド役
- 煙が目にしみる（2002、2005年、加藤健一事務所　原案：鈴置洋孝　脚本：堤泰之　演出：久世龍之介）
- 太鼓たたいて笛ふいて（2002、2004年、こまつ座　作：井上ひさし　演出：栗山民也）
- バッファローの月（2002年、加藤健一事務所作　作：ケン・ラドウィッグ　演出：久世龍之介）
- ギャンブラー（2003年、加藤健一事務所　作：ジョン・セシル・ホーム、ジョージ・アボット　演出：久世龍之介）
- 藪原検校（2003、2005年、地人会　作：井上ひさし　演出：木村光一）
- カモの変奏曲（2004年、TPT　作：デヴィッド・マメット　演出：木内宏昌）
- シカゴの性倒錯（2004年、TPT　作：デヴィッド・マメット　演出：アリ・エデルソン）
- 死の棘（2005年、演劇企画集団THE・ガジラ　構成・脚本・演出：鐘下辰男）

### 映画
- どこまでもいこう（1999年）

### テレビ
- 新選組!（2004年・NHK大河ドラマ）香川敬三 役

### ラジオ
- それゆけホモルーデンス (1988年11月 - 1991年3月・NACK5 毎週水曜日)